# Islote Lamay
Islote Lamay o Islote Liuqiu (en chino: 小琉球; pinyin: Xiǎo Liúqiú; Wade–Giles: Hsiao Liu-ch'iu) es una isla perteneciente a la República de China (Taiwán) y que es administrada como parte del municipio Liuqiu (en chino:  琉球鄉; Hanyu Pinyin: Liúqiú Xiāng; Tongyong Pinyin: Lióucióu Siang) del distrito de Pingtung. Tiene una superficie de 6,8 km² y una población de más de 14.500 residentes en ocho aldeas. Se encuentra a 15 km (8 millas) al oeste de Donggang y es la isla de coral de mayor tamaño de Taiwán.
No hay ríos en la isla, y la agricultura es muy difícil. La mayoría de los residentes se ganan la vida mediante la pesca, y en los últimos años la isla se ha vuelto famosa por la acuicultura en jaulas.